# شهرستان چرنیگوفسکی
شهرستان چرنیگوفسکی (به لاتین: Chernigovsky District) یک شهرستان در روسیه است که در سرزمین پریمورسکی واقع شده‌است.